# 地蔵院 (名古屋市熱田区)
地蔵院（じぞういん）は、愛知県名古屋市熱田区にある真言宗豊山派の寺院。山号は金寶山（きんぽうざん）、本尊は地蔵菩薩で円仁作と伝わる。長野村（現・稲沢市）の萬徳寺の末寺であった。

## 歴史
『尾張名所図会』によれば、文保元年（1317年）熱田の祭主であった牧権太輔奉忠の後室（未亡人）が奉忠の冥福の為に尾張国旗屋村に亀命寺として創建したとされ、開山には全海を招いたという。奉忠は鎌倉殿との縁があったことからこの後室は「力王子」の名とともに旗屋村に寺地を拝領した。文和年間（1352年 - 1355年）に名を地蔵院と改めたが戦国時代にかけて荒廃し、天正4年（1576年）、八世の政尭によって田中村（現・熱田区白鳥）にて再興された。
六世良賢が萬徳寺良政から憲深に連なる法流を伝えられるなど、古来より尾張における真言宗の本山にして道場であったと言う。かつて境内には十王堂や火打神社などがあり、木之免町に鎮座する白山社は寺の鎮守のために勧請されたものと伝わる。

### 近代
明治維新の後、廃仏毀釈の風潮もあって衰退、1891年（明治24年）の濃尾地震によって堂宇が倒壊するなどの被害を受けた。1903年（明治36年）には本堂や庫裏を再建したものの、1945年（昭和20年）の名古屋大空襲により寺宝の多くを焼失した。

## 文化財

### 重要文化財（国指定）

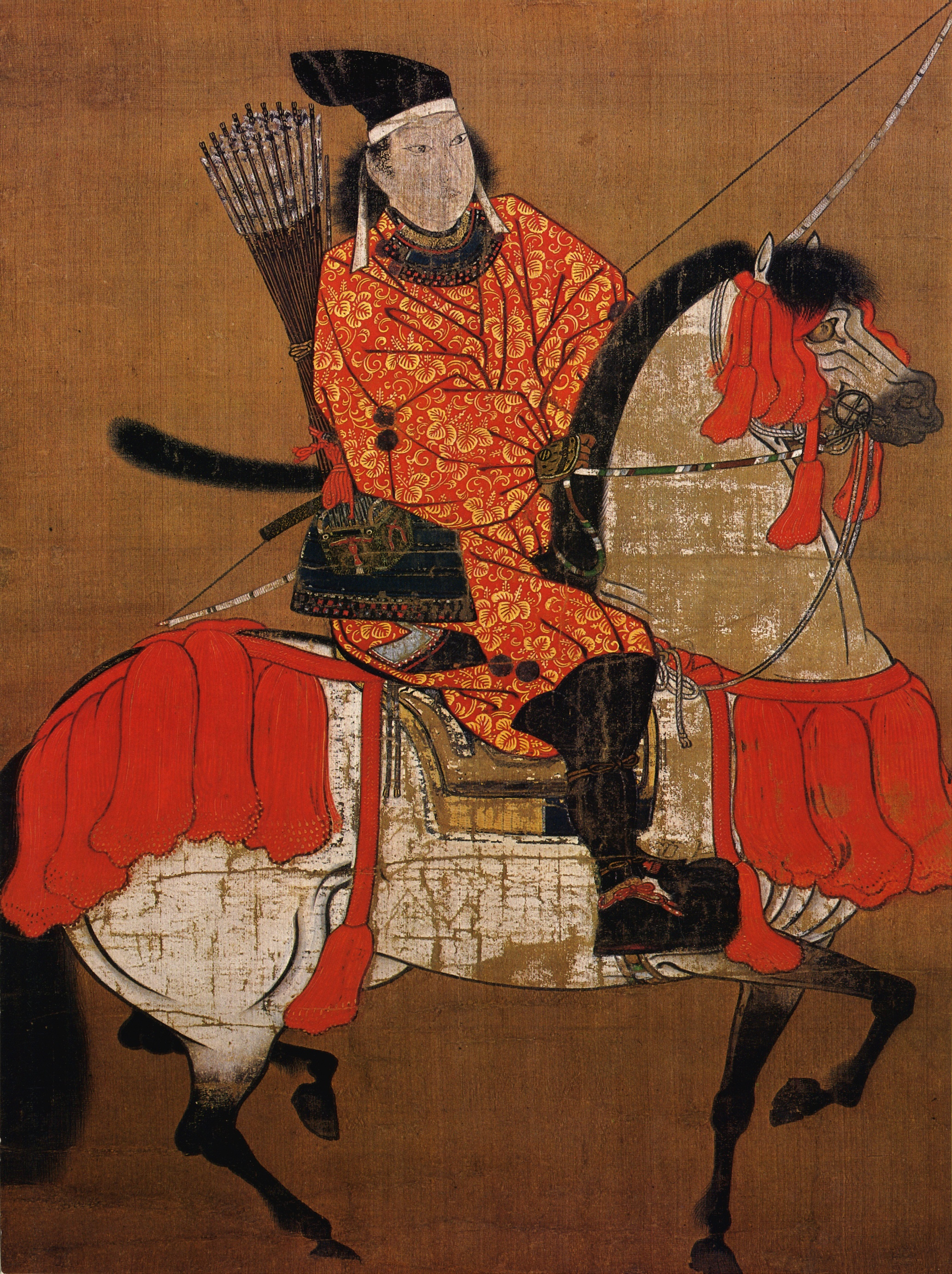
絹本著色騎馬武者像（重要文化財）

- 絹本著色騎馬武者像

室町時代の武将の肖像画で、長らく土佐光信の筆による足利尊氏像とされてきたが、1937年（昭和12年）に谷信一が『蔭涼軒日録』の長享元年（1489年）9月12日の条にある、近江出陣における足利義尚の格好に一致することを指摘し、同肖像画を義尚像と推定した。1909年（明治42年）、旧古社寺保存法に基づき、当時の国宝（旧国宝、文化財保護法における「重要文化財」に相当）に指定された。名古屋市博物館に寄託されている。
その他、前述の様に本尊の地蔵菩薩像は円仁の作と伝わり、脇侍の不動明王像は円珍の作と伝えられていた。また、空海（弘法大師）自刻の像もあったという。